# Heroes (Helena Paparizou)
Heroes è il secondo singolo della cantante greca Helena Paparizou estratto dal suo terzo album di studio The Game of Love. Il singolo ha raggiunto la posizione numero 1 in Svezia, la posizione numero 22 in Estonia, favorendo l'entrata della canzone nella classifica europea al numero 91.

## Classifiche
| Classifica (2006) | Posizione massima |
| ----------------- | ----------------- |
| Estonia           | 22                |
| Europa            | 91                |
| Svezia            | 1                 |